# AWI0005x3s
AWI0005s3x es un sistema estelar de 45+11
-7  millones de años de edad de la Constelación de Carina, con un disco de debris orbitando una enana roja del tipo M ubicada a 212 años luz de la Tierra.
El 21 de octubre de 2016, el Centro de Vuelo Espacial Goddard anunció que su proyecto de ciencia ciudadana, Disk Detective, descubrió un disco de debris alrededor de WISE J080822.18-644357.3, una enana M5.5V con un notorio exceso en el infrarrojo tanto a 12 como 22 μm. Clasificada como DDOI AWI0005x3s, un análisis bayesiano de BANYAN II reveló (con una probabilidad de 93.9%) que la velocidad radial de la estrella es de 20.6 ± 1.4 km/s, asociada con el grupo cinemático joven Carina de ∼45 millones de años. Ya que la mayoría de los discos de debris de las enanas M desaparecen en menos de 30 millones de años, este sería el disco debris de enana M más antiguo detectado en un grupo cinemático, lo que implicaría un cambio en nuestro entendimiento de las restricciones evolutivas de las discos debris alrededor de enanas M.